# 3093 Бергхолц
3093 Бергхолц је астероид главног астероидног појаса чија средња удаљеност од Сунца износи 2,677 астрономских јединица (АЈ).
Апсолутна магнитуда астероида је 11,5.